# Vahe T'adewosyan
Vahe Tadevosyan (in armeno Վահե Թադևոսյան?; in russo Ваха Тадевосян?, Vacha Tadevosjan; Erevan, 13 ottobre 1983) è un ex calciatore armeno.

## Carriera

### Club
In patria ha totalizzato oltre 90 presenze nella massima serie con le maglie di Kotayk', Ararat  e Banants.
Tra il 2006 ed il 2008 ha collezionato 20 presenze e 2 reti in Axpo Super League., oltre a quattro gare (e due reti) nelle qualificazioni di Coppa UEFA.

### Nazionali
Ha giocato in Under-21 tre gare valide per le qualificazioni al Campionato europeo di calcio Under-21 2006.